# Eta Pegasi
Eta Pegasi (η Peg, Matar) – gwiazda wielokrotna znajdująca się w gwiazdozbiorze Pegaza, odległa o około 238 lat świetlnych od Słońca.

## Nazwa
Gwiazda ma tradycyjną nazwę Matar, pochodzącą od arabskiego wyrażenia ‏سعد المطر‎ saʽd al Maṭar, „szczęśliwa gwiazda deszczu”. Międzynarodowa Unia Astronomiczna w 2016 roku formalnie zatwierdziła użycie nazwy Matar dla określenia najjaśniejszego składnika (η Peg Aa) tej gwiazdy.

## Charakterystyka obserwacyjna
Jest to piąta co do jasności gwiazda konstelacji, jej obserwowana wielkość gwiazdowa to 2,95m. Nie należy do asteryzmu Wielkiego Kwadratu Pegaza, ale wraz z gwiazdami Scheat i Mi Pegasi tworzy rozpoznawalny trójkąt.

## Charakterystyka fizyczna
Jest to gwiazda poczwórna. Jaśniejsza para oznaczona Eta Pegasi A to gwiazda spektroskopowo podwójna, którą udało się rozdzielić za pomocą interferometrii plamkowej. Najjaśniejszy składnik systemu, Eta Pegasi Aa to żółty olbrzym bądź jasny olbrzym, gwiazda typu widmowego G2. Ma ona temperaturę 4970 K i jasność 331 razy większą niż jasność Słońca. Gwiazda ta ma średnicę 24,5 razy większą od Słońca, masę 3,5 razy większą i wiek około 270 milionów lat.
Jej bliska towarzyszka (η Peg Ab) to gwiazda typu widmowego F0 (gwiazda ciągu głównego lub już podolbrzym), poruszająca się po ciasnej orbicie. Jeden obieg wspólnego środka masy zajmuje tym składnikom 2,24 roku. Słabszy składnik ma masę około dwukrotnie większą od Słońca. Jaśniejsza gwiazda w przyszłości zamieni się w większego olbrzyma, tracąc część masy na rzecz drugiego składnika, po czym zakończy życie jako biały karzeł, tworząc układ podobny do obecnego układu Syriusza.
W odległości 94,4″ (pomiar z 2012 r.) od Eta Pegasi A widoczna jest gwiazda podwójna η Peg BC o wielkości obserwowanej 9,87m. Jej typ widmowy to G5, jej składniki dzieli 0,2″ (pomiar z 2011 r.). Może ona, choć nie musi, być związana grawitacyjnie z główną parą gwiazd. Jeżeli jest, to gwiazdy te okrążają się wzajemnie w odległości co najmniej 6000 au w okresie co najmniej 170 tysięcy lat. Gwiazdy oznaczone jako składniki D i E są tylko optycznymi towarzyszkami systemu, ich znacznie mniejsza paralaksa dowodzi, że znajdują się znacznie dalej od Słońca.